# Hal Rayle
Hal Rayle est un acteur américain né le 4 janvier 1955 à Indianapolis en Indiana. Il est principalement connu pour faire des doublages dans des séries d'animation ou des films en prise de vues réelles.

## Biographie

### Carrière
Hal Rayle a eu de nombreux rôles vocaux au cours de sa carrière. Il a aussi interprété le Predator dans Predator 2 et Marvin le Martien dans les publicités pour les Nike Air Jordan.
Dans le film Ghoulies 2 il donne voix à tous les Ghoulies. Il double également Virgil le chimpanzé dans Projet X, l'Ours-Koala dans Les Aventures de Ford Fairlane et les rats dans Total Recall. Pour les parcs d'attraction Universal Studios Hollywood et Orlando, il prête sa voix à Alfred Hitchcock et l'ordinateur HAL 9000.

### Vie privée
Hal Rayle est diplômé de l'université d'État de Ball en 1977 en télécommunications, cinématographie et histoire. Il est marié à l'actrice Maggie Roswell, avec laquelle il a adopté une fille en 1993, qu'ils ont prénommée Spenser. Ils sont propriétaires et directeurs d'un studio d'enregistrement, AudioRnR, à proximité de leur maison à Burbank en Californie. Hal Rayle est un Démocrate enregistré et adhère à la foi Catholique.

## Filmographie

### Cinéma
- 1985 : Star Worms II: Attack of the Pleasure Pods : voix additionnelles
- 1986 : La Guerre des robots : Shrapnel
- 1987 : Ghoulies 2 d'Albert Band : les Ghoulies
- 1988 : La Merveilleuse Aventure des Puppies : Howler et Reflex
- 1990 : Predator 2 : le Predator
- 1993 : Mouse Soup
- 1994 : Les Croisés de l'espace : un alien
- 1996 : Not-So-Rotten Ralph : Ralph
- 2010 : Hen and Hare : Hare
- 2010 : Huck and Hairball : le narrateur
- 2010 : Buddy Bing and Buddy Boom : Buddy Bing et Buddy Boom
- 2010 : Under the Bed : papa, les fils et les monstres
- 2012 : Slagacon '12 : Snarl
- 2013 : Vatican Help Wanted : le narrateur
- 2013 : The Jabberwock Performed by Shrapnel : Shrapnel
- 2013 : Charticon '13 : Snarl et Shrapnel
- 2013 : Alamo City Comic Con '13 Official Promo : Shrapnel
- 2013 : Springer vs Cereal : Shrapnel
- 2013 : Doritos Chip Flix : le directeur
- 2013 : Billy the Fainting Goat : Billy et un coq
- 2013 : SNARL - Shakespeare's Sonnet 19 : Snarl
- 2015 : The Brand Chefs - Chefy Tree Topper : Chefy
- 2015 : Hellco : l'ouvrier de Hellco et la femme
- 2016 : Talking Shelf Talkers  Chefy
- 2016 : The Pebble Mine : le narrateur
- 2016 : Chefy in Talking Floor Mat : Chefy
- 2016 : Chefy in Mr Chefy Goes to Washington : Chefy
- 2016 : Chefy in Meet the Brand Chefs : Chefy
- 2017 : The Fartboat Ninja Princess Network : Steve, Super Mike et le narrateur
- 2017 : Edutainment: Augmented Reality Explainer : le narrateur d'Edutainment
- 2018 : Clay and Katy : le propriétaire du magasin d'antiquités
- 2018 : GoGo squeeZ Yogurtz - Red Carpet Gala of Goodness : le journaliste de Male GoGo squeeZ
- 2018 : CIA Moms : l'homme habillé et l'annonceur du magasin
- 2018 : Chefy vs the GMOs : Chefy et GMOs
- 2018 : GoGo squeeZ Yogurtz - How We Do It : le narrateur de GoGo squeeZ
- 2020 : Cop Doctors. Attorneys at Law! : le narrateur, l’officier Maroney et Dr Richard Stone
- 2020 : The Animated Story of Anne Frank : le narrateur, l'intervieweur et Hyman Goldfarb
- 2020 : CIA Moms-Laundry Scene : les ninjas et Billy
- 2021 : Today in Baseball History-Duncan Backstop Doogan
- 2021 : Hey, Zeus! : Zeus

### Télévision
- 1984 : L'Aventure des Ewoks : Weechee
- 1984-1986 : Transformers : Snarl, Shrapnel et Skuxxoid (23 épisodes)
- 1985 : Punky Brewster : voix additionnelles
- 1985 : Les Snorky : voix additionnelles (1 épisode)
- 1985 : Jim Henson's Little Muppet Monsters : Miss Piggy (13 épisodes)
- 1985 : Petite Merveille : le perroquet (1 épisode)
- 1985 : L'Agence tous risques : Chuck-a-Luck le poulet (1 épisode)
- 1985 : Kidd Video : Toolbot (1 épisode)
- 1985-1986 : G.I. Joe : Héros sans frontières : Deep Six et Amiral Ledger (21 épisodes)
- 1986 : G.I. Joe: Arise, Serpentor, Arise! : Deep Six
- 1986 : Defenders of the Earth : Prince Kro-Tan (8 épisodes)
- 1986 : Galaxy High : Doyle Cleverlobe (13 épisodes)
- 1987 : Les Luxioles : Brasher, Nutcap et Rook (1 épisode)
- 1987 : Alice de l'autre côté du miroir : Ed Sullivan et les Marx Brothers
- 1987 : Les Vrais Chasseurs de fantômes : Gregor (1 épisode)
- 1987 : Les Bioniques : Eric Bennett et autres personnages (65 épisodes)
- 1987 : Visionaries: Knights of the Magical Light : Arzon, Owl of Wisom et Mysto (13 épisodes)
- 1987 : Spiral Zone : Max Jones, Benjamin Franklin et Rawmeat (65 épisodes)
- 1988 : Agence Toutou Risques : voix additionnelles (13 épisodes)
- 1988 : Superman (2 épisodes)
- 1989 : The Adventures of Raggedy Ann and Andy : Grunge Dad (2 épisodes)
- 1989 : Roseanne : l'annonceur (1 épisode)
- 1989 : The Karate Kid : voix additionnelles (1 épisode)
- 1989 : Dink le petit dinosaure (1 épisode)
- 1989-1993 : ABC Weekend Specials : Murray Weasel (2 épisodes)
- 1990 : Le Monde de Bobby (1 épisode)
- 1990 : Le Magicien d'Oz : Tim Woodman (1 épisode)
- 1990-1991 : Super Baloo : le vendeur de glaces, Otter Firstmate et autres personnages (4 épisodes)
- 1990-1992 : Les Tortues Ninja : Raphaël, Dob et Professeur Otto van Shrink (14 épisodes)
- 1991 : Madame est servie : le narrateur (1 épisode)
- 1991 : Toxic Crusaders : Bonehead et Dr Bender (13 épisodes)
- 1991 : Spacecats : voix additionnelles (13 épisodes)
- 1991 : ProStars : voix additionnelles (13 épisodes)
- 1991 : Mother Goose and Grimm (3 épisodes)
- 1991-1992 : Myster Mask : Hammerhead Hannigan et autres personnages (12 épisodes)
- 1991-1992 : Retour vers le futur : Einstein et autres personnages (25 épisodes)
- 1992 : Les Tiny Toons : le garde-côte (1 épisode)
- 1992 : Les Nouvelles Aventures de Fievel : Clint Mousewood (1 épisode)
- 1992 : Tom et Jerry Kids (1 épisode)
- 1992-1993 : La Famille Addams : voix additionnelles (21 épisodes)
- 1992-1994 : La Petite Sirène : voix additionnelles (3 épisodes)
- 1992-1995 : Batman : Broker, le caméraman et le perchiste (3 épisodes)
- 1993 : Bonkers (3 épisodes)
- 1993 : SWAT Kats : Lieutenant Steel et autres personnages (2 épisodes)
- 1993 : Denis la Malice : K-9000 (13 épisodes)
- 1993-1994 : Enfant à problème (13 épisodes)
- 1993-1996 : La Panthère rose : voix additionnelles (59 épisodes)
- 1994 : Sonic the Hedgehog : voix additionnelles (13 épisodes)
- 1996 : Couacs en vrac : Deep Six et un soldat (1 épisode)
- 1997 : PJ Bunny: A Very Cool Easter : M. Funnybunny et Murray Weasel
- 1997 : Les 101 Dalmatiens, la série : Beamer (1 épisode)
- 1998 : Batman : un policier et un agent de sécurité (1 épisode)
- 2018 : Island of Ghosts
- 2018 : Transformers Shadowplay : Shrapnel (1 épisode)
- 2023 : Animal Tales (13 épisodes)